# Nocturne: The Piano Album
| Recensione | Giudizio |
| ---------- | -------- |
| Discogs    |          |
| All Music  |          |

Nocturne: The Piano Album è un album del compositore polistrumentista greco Vangelis. È stato pubblicato in Italia il 21 gennaio 2019.

## Tracce
1. Nocturnal Promenade – 5:51
2. To The Unknown Man – 5:15
3. Movement 9, Mythodea – 3:49
4. Moonlight Reflections – 3:11
5. Through The Night Mist – 5:13
6. Early Years – 3:33
7. Love Theme, Blade Runner – 6:05
8. Sweet Nostalgia – 3:39
9. Intermezzo – 3:46
10. To A Friend – 5:24
11. La Petite Fille De La Mer – 4:45
12. Longing – 3:45
13. Chariots Of Fire – 5:27
14. Unfulfilled Desire – 4:24
15. Lonesome – 5:51
16. 1492: Conquest Of Paradise – 4:52
17. Pour Melia – 1:12